# Richie Ramone
Richie Ramone (* jako Richard Reinhardt, 11. srpna 1957, Passaic, New Jersey) je americký bubeník, nejvíce známý pro jeho pět let spolupráce s punk rockovou skupinou Ramones.
S Ramones nahrál tři studiová alba: Too Tough to Die, Animal Boy a Halfway To Sanity. Podílel se i na skládání písní, pro Ramones napsal hit Somebody Put Something in My Drink a dále skladby Smash You, Humankind, I'm Not Jesus, I Know Better Now a (You) Can't Say Anything Nice. Je také jediným bubeníkem Ramones, který v nějaké skladbě zpíval hlavní vokál a to v písni (You) Can't Say Anything Nice.
Podílel se na druhém, posmrtně vydaném, albu Joeye Ramonea Ya Know?, které vyšlo 22. května 2012.